# Carreras de carros
Las carreras de cuadrigas eran uno de los deportes más populares de la antigua Grecia y Roma. Solían ser peligrosas tanto para los aurigas como para los propios caballos, que con frecuencia sufrían serias lesiones, llegando incluso a fallecer. Este deporte generaba un fuerte entusiasmo en los espectadores, comparable al actual interés por el automovilismo. Algunos de los aspectos de su organización se equiparaban a las actuales prácticas en deportes profesionales. En las carreras de carros, según el estilo romano, los equipos estaban formados por los diferentes grupos que la financiaban, compitiendo a veces por los servicios de los conductores más expertos. Estos equipos tenían un gran apoyo por parte de los espectadores, lo que en ocasiones provocaba disturbios entre los seguidores de los diferentes equipos. A veces los combates eran politizados, de modo que el deporte comenzó a ser algo más que las carreras en sí mismas y empezó a afectar al total de la población. Esto ayuda a explicar por qué los romanos y más tarde los emperadores bizantinos tomaron el control de los equipos y designaron a varios funcionarios con objeto de supervisarlos. El deporte comenzó a perder importancia tras la caída del Imperio romano de Occidente, aunque sobrevivió durante un tiempo en el Imperio bizantino.

## Primeras carreras de cuadrigas

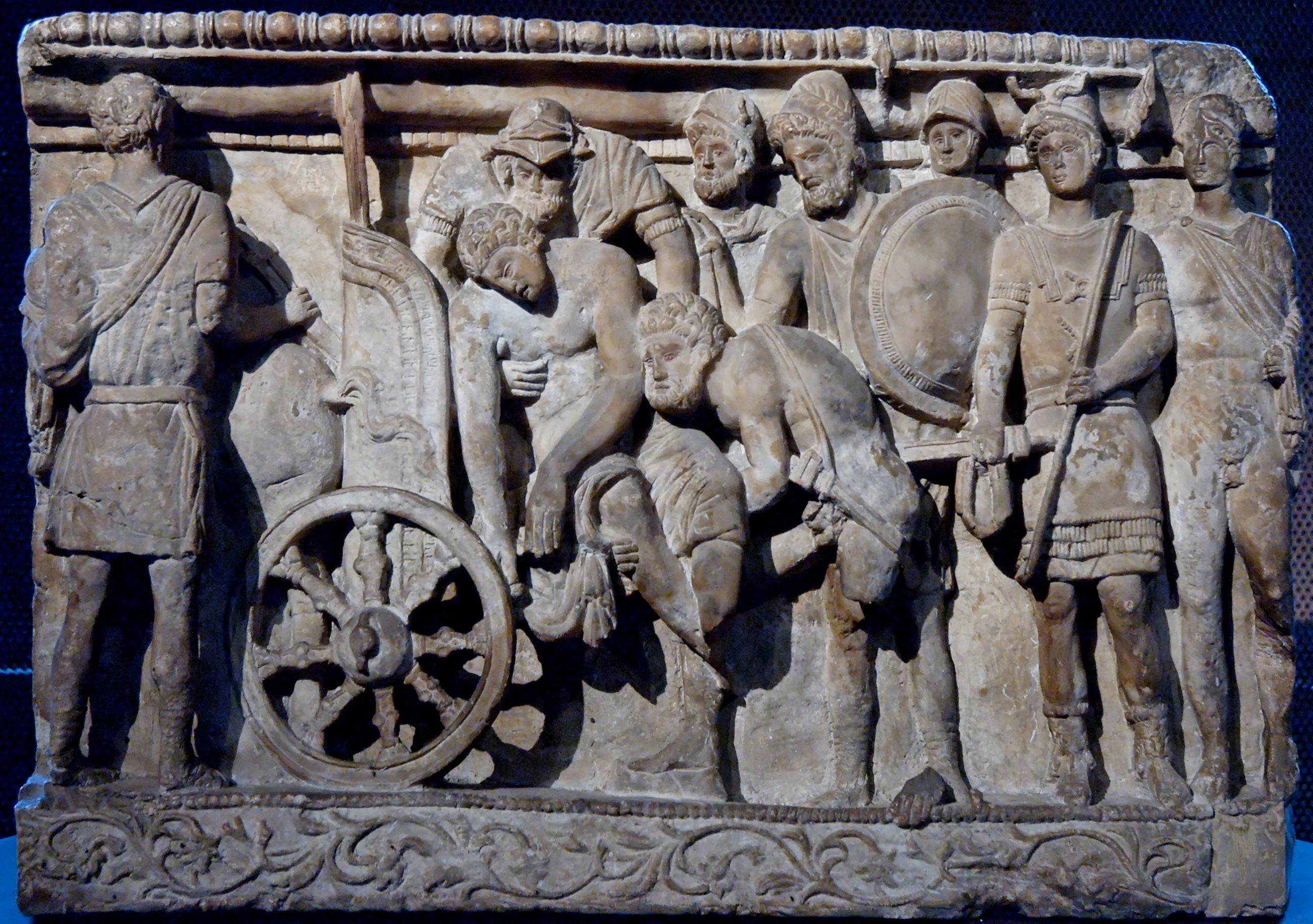
Menelao y Meríones sostienen el cadáver de Patroclo, en un carro.

Se desconoce cuándo comenzaron a practicarse estas carreras, pero podrían ser tan antiguas como los propios carros. Se sabe que estas carreras existieron en el mundo micénico, ya que se han encontrado evidencias artísticas de este deporte en la cerámica de dicha civilización. Sin embargo, la primera referencia literaria a las carreras de carros es la descrita por Homero en el libro de la Ilíada, en los juegos fúnebres de Patroclo. Los participantes de esta carrera fueron Diomedes, Eumelo, Antíloco, Menelao y Meríones. La carrera, que consistió en una vuelta alrededor del tocón de un árbol, fue ganada por Diomedes, que recibió una esclava y un caldero como premio. También se dice que el acontecimiento que fundó los Juegos Olímpicos fue una carrera de carros; según la leyenda, el rey Enómao desafió a los pretendientes de su hija Hipodamía a una carrera, pero fue derrotado por Pélope, quien fundó los juegos en honor a su victoria.

## Carrera de carros en Grecia

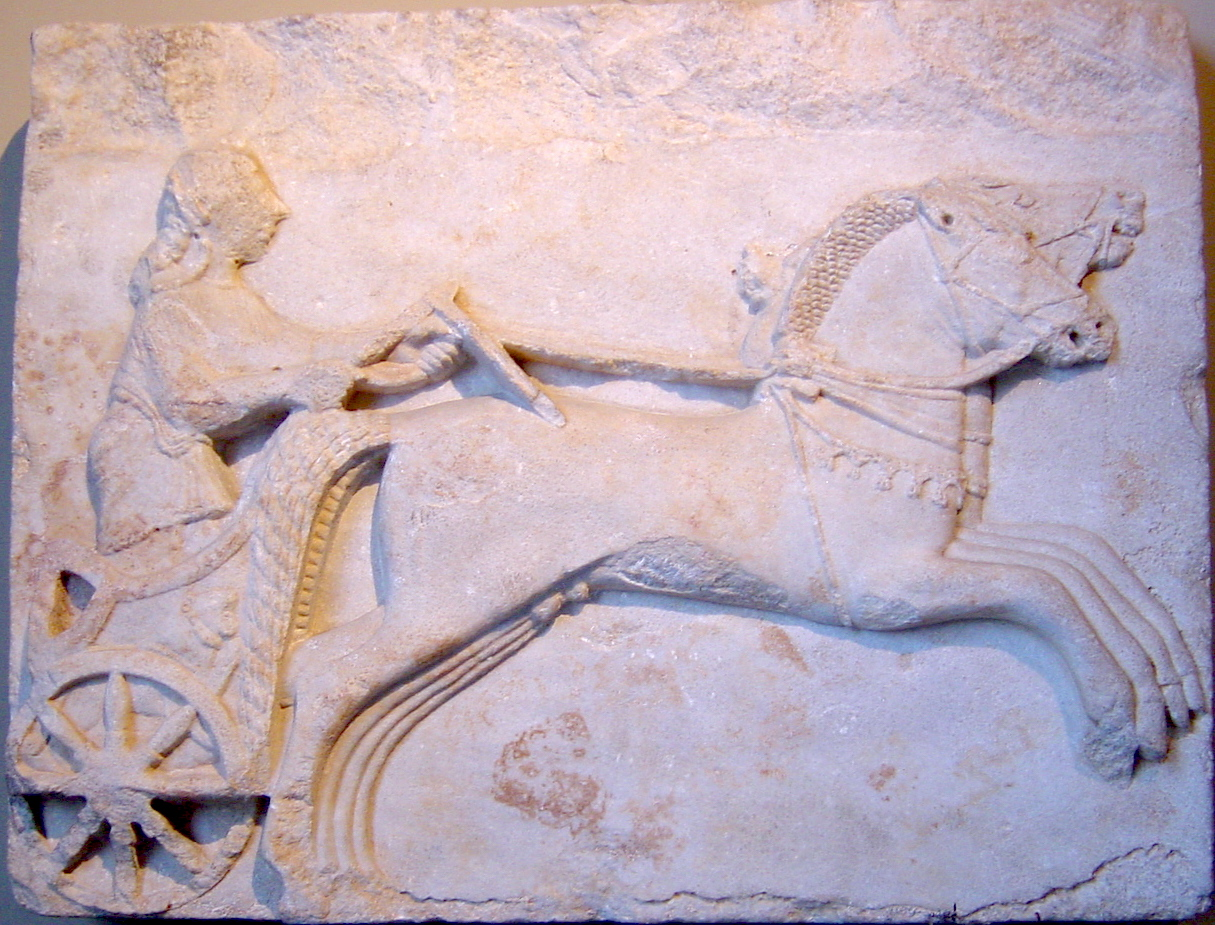
Auriga griego. Bajorrelieve del último cuarto del siglo VI a. C. procedente de Cícico, Museo Arqueológico de Estambul.

En los Juegos Olímpicos Antiguos, al igual que en los Juegos Panhelénicos, había carreras tanto con carros de cuatro caballos (tethrippon) como con carros de dos caballos (synoris). Las carreras de carros se incorporaron por primera vez a los Juegos Olímpicos en el 680 a. C. aunque, al contrario de lo que dice la leyenda, no fue el evento que los fundó. Las carreras comenzaban con una procesión en el hipódromo, durante la cual un heraldo recitaba los nombres de los aurigas y de sus dueños. 
El hipódromo de Olimpia tenía cerca de 549 metros de largo y 275 m de ancho, y en él podían competir hasta 60 carros al mismo tiempo (aunque en la práctica el número probablemente era mucho más bajo). Estaba situado bajo una colina y a orillas de un caudaloso río que proporcionaba un lugar perfecto para alojar hasta unos 10 000 espectadores. El tethrippon consistía en doce vueltas alrededor del hipódromo, estando cada vuelta determinada por un poste en cada uno de los dos extremos. En estas carreras se usaban dispositivos mecánicos, tales como puertas (hyspleges, en singular hysplex) que eran bajadas permitiendo así la salida de los carros y, de este modo, el comienzo de la carrera. Según Pausanias, estas puertas fueron inventadas por el arquitecto Cleetas. Estaban colocadas escalonadamente de modo que los carros colocados en una posición exterior del circuito comenzaban la carrera antes que los situados en el interior. Esto era así porque, como las carreras se celebraban en un circuito cerrado, de esta manera todos los carros tenían un recorrido de igual longitud. Otros dispositivos mecánicos eran los conocidos como el "águila" y el "delfín", que eran levantados para indicar el comienzo de la carrera y se bajaban durante la carrera para señalar el número de vueltas restantes. Estos dispositivos eran probablemente tallas de bronce que representaban esos animales, instalados en los postes de la línea de salida.
Al contrario que en otros acontecimientos olímpicos, los participantes de las carreras de carros no iban desnudos, debido probablemente al polvo levantado por caballos y carros y a la posibilidad de desplomes sangrientos. Estos participantes llevaban una prenda llamada xystis. Esta prenda llegaba hasta los tobillos y estaba sujetada por encima de la cintura con una simple correa. Dos tirantes que se cruzaban en la parte superior e inferior impedían que los xystis se levantaran durante la carrera. Al igual que los jinetes modernos, los aurigas eran elegidos por su ligereza física, pero también era necesario que fuesen altos, de modo que normalmente se trataba de adolescentes.
Los carros eran una modificación de los carros de guerra, construidos principalmente de madera y con una apertura en la parte trasera, a pesar de que para entonces los carros ya no solían usarse en la batalla. Como el carro se apoyaba sobre un solo eje, este solía moverse bastante. La parte más importante de la carrera, al menos para los espectadores, era el cerrado giro que los carros tenían que dar en los extremos del hipódromo, los cuales eran muy peligrosos y a menudo mortales. Si un carro no había sido atropellado por un oponente antes del giro, los otros oponentes podrían hacerlo volcar o estrellarse (junto al conductor y los caballos) mientras realizaba dicho giro. De hecho, correr hacia un oponente era técnicamente ilegal, aunque no podía evitarse (en los juegos fúnebres de Patroclo, Antíloco hizo estrellarse de esta forma a Menelao) y, de todos modos, era muy probable que estos impactos sucediesen por accidente.

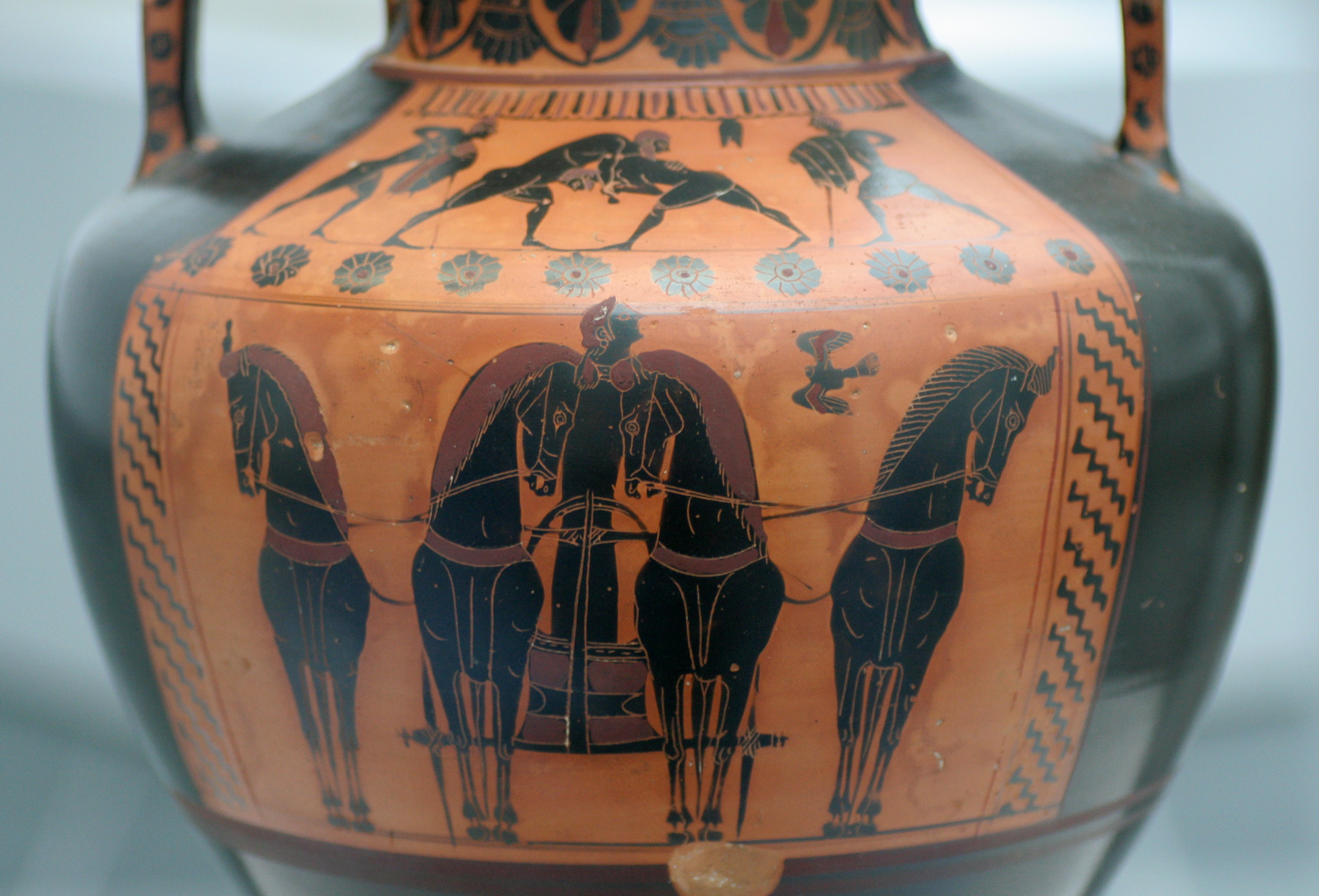
Cuadriga griega. Detalle de un ánfora de la Gliptoteca de Múnich.

Las carreras de carros no eran tan prestigiosas como el stadion (la carrera a pie), pero eran más importantes que otros acontecimientos ecuestres, tales como las carreras a caballo, que fueron eliminadas pronto de los Juegos Olímpicos. En los tiempos micénicos, el participante de la carrera y el dueño podrían haber sido la misma persona y, por lo tanto, el participante era quien ganaba el premio. Sin embargo, en la época de los Juegos Panhelénicos, los conductores normalmente eran esclavos y el premio le era concedido a su dueño. Arcesilao, el rey de Cirene, ganó la carrera en los Juegos Píticos del 462 a. C. cuando su esclavo fue el único en finalizar la carrera. En el 416 a. C., el general ateniense Alcibíades participó en la carrera con siete carros y ganó el primero, segundo y cuarto premio; obviamente él no habría podido conducir los siete carros. Filipo II de Macedonia también venció en una carrera de carros olímpica en un intento por probar que él no era un bárbaro, aunque si el mismo hubiese conducido el carro, lo hubiesen considerado incluso peor que a un bárbaro. No obstante, el poeta Píndaro elogió a Heródoto por conducir su propio carro. Esto significaba que las mujeres también podían ganar las carreras, a pesar de que no podían participar ni observar los juegos. Esto ocurría raramente, pero un ejemplo notable es el de la espartana Cinisca, hermana de Agesilao II, quien ganó dos veces una carrera. Las carreras de carros eran una manera de demostrar en los juegos la prosperidad de los griegos. Licurgo las criticaba diciendo que las carreras no eran tan importantes como las murallas o templos.

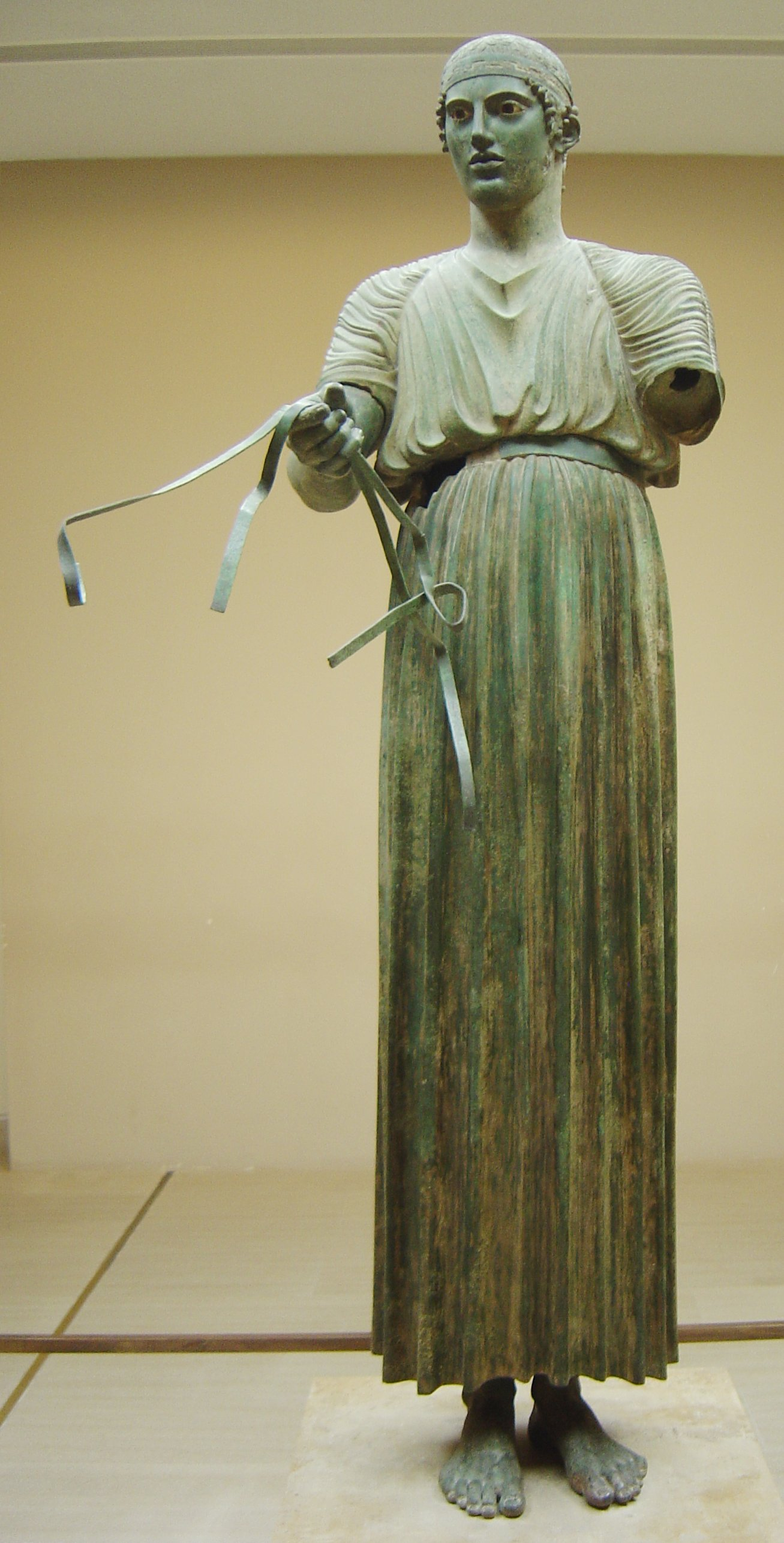
El Auriga de Delfos, una de las estatuas más famosas de las conocidas de la antigua Grecia. Al igual que los jinetes modernos, los participantes de las carreras se elegían por su ligereza, pero también era necesario que fuesen altos, de modo que normalmente se trataba de adolescentes.

Las carreras de carros también eran un acontecimiento en el mundo griego, el más importante de los Panateneas de Atenas. En estos juegos, los vencedores de las carreras con cuadrigas ganaban 140 ánforas de aceite de oliva, un premio extremadamente costoso y más aceite del que el atleta necesitaría en toda su carrera. Probablemente, la mayor parte era vendida a otros atletas. Había otra forma de carreras en los Panateneas conocida como el apobotai y el anabotai. El anabotai consistía en saltar por un lateral del carro mientras este estaba corriendo, y el apobotai implicaba saltar nuevamente dentro del carro después de correr tras él. En estas carreras había un segundo auriga que sostenía las riendas mientras el otro conductor saltaba, pero por supuesto ninguno de ellos era considerado el ganador. Ganaba el primer carro en atravesar la línea de meta, pero no importaba si el conductor estaba dentro o fuera del carro. Si el conductor se estrellaba, y todavía podía correr, ganaba si cruzaba la meta a pie.

## Carrera de carros en Roma
Los romanos, cuando hacían carreras llenaban sus vehículos con armas para llevarse la victoria, antes de montarse en sus carros impulsados por caballos se ponían cascos y armaduras para protegerse y no morir en medio del evento de los etruscos, quienes a su vez las heredaron de los griegos. No obstante, los romanos también estuvieron influenciados directamente por los griegos, sobre todo tras la conquista del territorio griego en el 146 a. C.
Según una leyenda romana, Rómulo celebró una carrera de caballos justo después de fundar Roma, en el 753 a. C., como estrategia para distraer a los sabinos. Así, mientras los sabinos se deleitaban con el espectáculo, Rómulo y sus hombres agarraron y raptaron a sus mujeres. Este hecho se conoce comúnmente como el "Rapto de las sabinas".
En la antigua Roma, el lugar más importante donde se celebraban las carreras de caballos era el Circo Máximo. Estaba localizado entre el monte Palatino y el monte Aventino, que podía albergar un público de 250.000 personas. Aunque esta es la estimación de Plinio el viejo, la investigación actual tiende a reducirla a unas 150.000 personas. Este circo fue fundado en el siglo VI a. C. por el rey Tarquinio Prisco, por sus sucesor, Servio Tulio o por ambos, aunque en el año 46 a. C. fue reconstruido por Julio César teniendo aproximadamente una longitud de 620 m y una anchura de 118 m.En el año 31 a. C. el circo ardió en un incendio y fue reconstruido por orden de Augusto. En el año 10 a. C. mandó colocar en su centro un obelisco del siglo XIII a. C. del faraón Ramsés II, conocido como obelisco Flaminio que fue llevado a Roma desde Heliópolis y dedicado al dios Sol, protector de las carreras de carros. En el año 64, se desató uno de los mayores incendios de la historia de Roma en las tiendas ubicadas junto al circo, destruyéndolo casi por completo; aun así, solo dos años después ya volvió a utilizarse, aunque en un estado precarioTras un nuevo incendio durante el reinado de Domiciano, este emperador decidió reconstruirlo por completo. Las obras fueron concluidas por el emperador Trajano en el año 103.
Uno de los extremos de la pista era más abierto que el otro, en ese extremo es donde los carros se colocaban para comenzar la carrera. Los romanos utilizaban una serie de puertas conocidas como carceres, equivalente a las hysplex griegas. Al igual que las hysplex, eran escalonadas pero se diferenciaban en que las pistas romanas tenían un punto central. Las carceres estaban levantadas en el extremo recto de la pista y los carros se colocaban detrás de las compuertas, que se abrían por un resorte accionado por cuerdas. Cuando los carros estaban listos, el emperador (o cualquiera que fuese el anfitrión, en caso de no celebrarse en Roma) dejaba caer una tela blanca conocido como mappa para indicar de esta forma el comienzo de la carrera. Las puertas se abrirían rápidamente de modo que, al comenzar al mismo tiempo, la carrera fuese más justa.
Una vez iniciada la carrera, los carros podían adelantarse entre sí para intentar provocar que sus oponentes se estrellaran contra la espina central, cuyo nombre real debía de ser euripus, por los estanques que contenía. En el euripus existían unos contadores de vueltas en forma huevos de bronce dorado que existieron al menos desde el año 174 a. C. En el año 33 a. C.el general Marco Vipsanio Agripa mandó colocar un nuevo contador de vueltas junto a la segunda meta del circo en forma de delfines que se inclinaban y expulsaban agua para conmemorar la victoria naval de Octaviano contra Sexto Pompeyo. Al final de la época romana, la spina era mucho más elaborada, con esculturas, obeliscos y otras formas de arte, de modo que a menudo los espectadores no podían ver los carros cuando estaban al otro lado (aunque precisamente parecía estar hecho con esa idea, haciendo la carrera más emocionante y con más suspense). En cada extremo de la spina había que dar la vuelta a los postes (metae, en singular meta), provocando espectaculares impactos en dicha zona, al igual que en las carreras griegas. Aquellos impactos en los cuales se destruía el carro y el auriga y los caballos se incapacitaban se conocían como naufragia, que en latín significa naufragio.

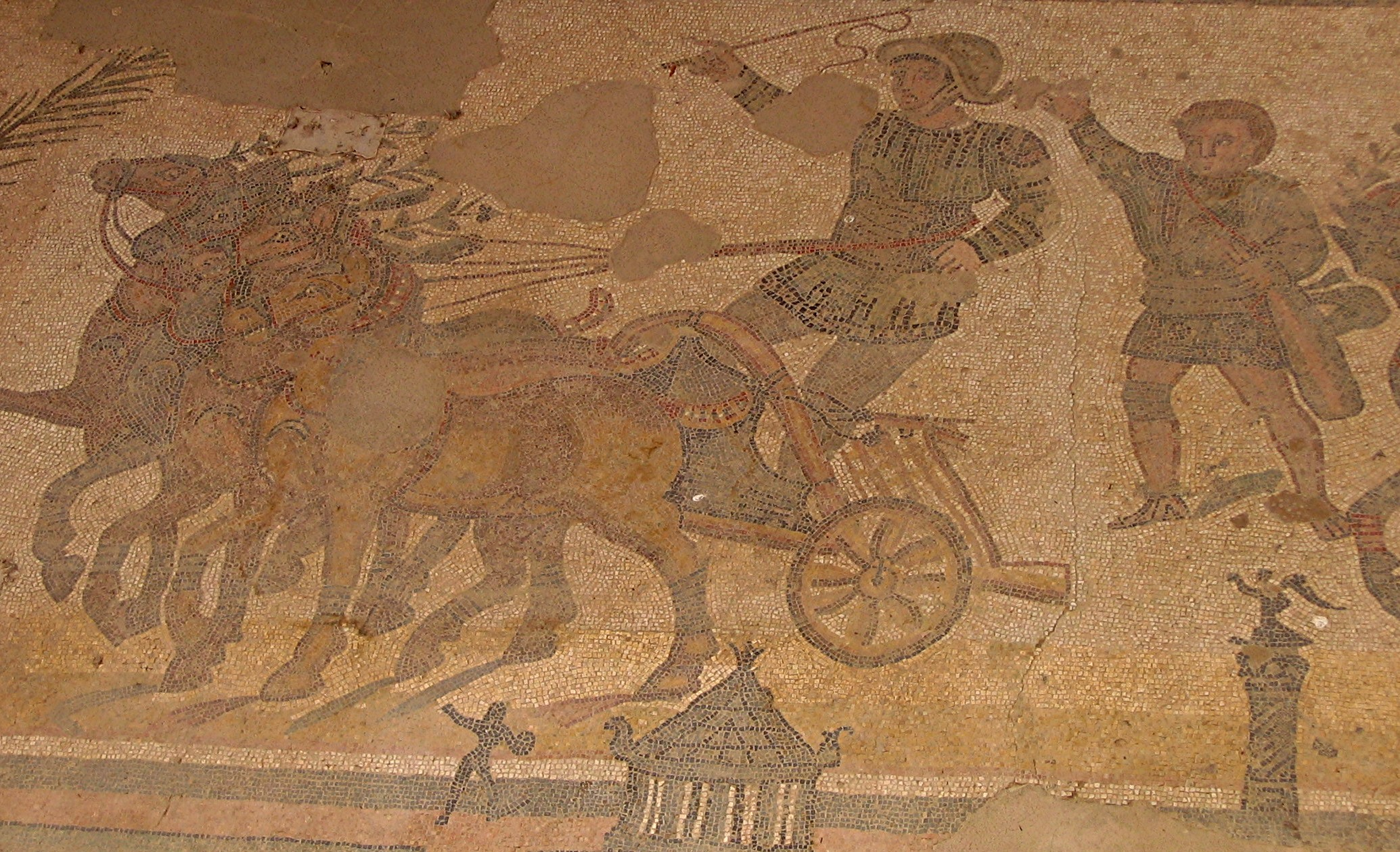
Carrera de caballos representada en un mosaico romano del gimnasio de la villa romana de Casale, Sicilia. Siglo III-IV.

Las carreras eran esencialmente iguales a sus homólogas griegas, aunque se realizaban varias a lo largo del día, a veces durante varios días consecutivos cada año dedicados a diferentes divinidades. Hasta el reinado de Calígula, se realizaban 10 o 12 carreras en un día. A partir de ese momento 24. En el siglo IV ese número aumentó a 36. No obstante, la carrera consistía solamente en 7 vueltas en lugar de las 12 vueltas de las carreras griegas. En el año 88 con motivo de los Ludi Saeculares, el emperador Domiciano mandó reducir, solo para ese evento, el número de vueltas de las carreras a solo 5 para poder realizar cien carreras en un solo día. El estilo romano también estaba más orientado al dinero: los aurigas eran profesionales y eran muy comunes las apuestas entre los espectadores. Había carreras con carros de cuatro caballos (quadrigae) y con carros de dos caballos (bigae), aunque las de cuatro caballos eran las más importantes. En raros casos, si el conductor quería demostrar su habilidad, se podían utilizar hasta 10 caballos, aunque esto no era nada práctico. Además, los conductores romanos, al contrario que los griegos, utilizaban casco y equipos de protección y se envolvían las riendas en la cintura, mientras que los griegos las sostenían en las manos. Debido a esto, en caso de estrellarse los romanos no podrían soltar las riendas, de modo que serían arrastrados alrededor del circo hasta que consiguieran soltarse o muriesen. Como consecuencia llevaban un cuchillo para poder liberarse en dichas situaciones. La más famosa reconstrucción de una carrera de carros romana puede verse en la película Ben-Hur, si bien es inexacta en algunos detalles.
Otra diferencia importante es que los conductores, los aurigae, eran considerados como ganadores al contrario que en las carreras griegas, a pesar de que en ambos casos los conductores eran esclavos. Además recibían una corona de hojas de laurel y probablemente algo de dinero. De esta manera, si ganaban suficientes carreras podrían comprar su libertad. Los aurigas podían hacerse célebres en todo el Imperio simplemente sobreviviendo, ya que la esperanza de vida de un conductor de carros no era muy alta. Una de dichas celebridades fue Scorpus, que ganó 2048 carreras antes de morir, a los 26 años. Los caballos también podían convertirse en celebridades, aunque su esperanza de vida era asimismo muy baja. Los romanos guardaban detalles estadísticos de los nombres, razas y pedigríes de los caballos más famosos.

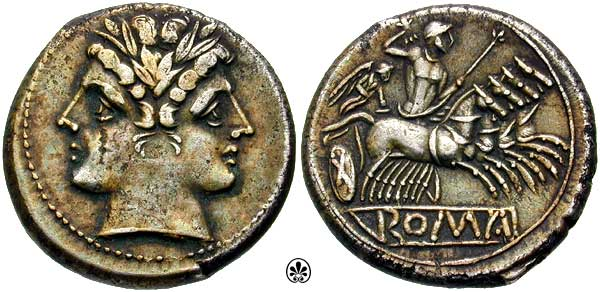
Moneda que muestra la doble cara de Jano y a Júpiter en una cuadriga conducida por Victoria. 225-212 a. C.

Los asientos del circo eran gratuitos para los pobres, ya que durante el Imperio no tenían mucho que hacer, pues no estaban tan implicados en los asuntos políticos y militares como lo habían estado durante la República. Los ricos podrían pagar por los asientos en los que había sombra y donde la vista era mejor, y probablemente pasaban igualmente mucho tiempo apostando en las carreras. El palacio del emperador estaba situado en el llamado pulvinar, un espacio en forma de templo dentro de la grada. Esta era una de las pocas oportunidades que tenía el pueblo para ver a su líder. Julio César solía asistir a los juegos precisamente para que el público pudiese verlo, aunque no parecía estar muy interesado, puesto que normalmente se llevaba algo para leer. Al parecer también se llevaba papeleo al teatro, si bien esto no lo hizo muy popular.
Nerón estuvo tan interesado en las carreras hasta el extremo de evadirse de todo lo demás. Él mismo fue un conductor y ganó una carrera en los Juegos Olímpicos, que todavía eran llevados a cabo en la era romana. Bajo el gobierno de Nerón comenzaron a desarrollarse las más importantes facciones de las carreras. Las cuatro facciones más importantes fueron los Rojos, los Azules, los Verdes y los Blancos. Estas facciones ya habían existido antes de Nerón, probablemente como amigos y patrones de los varios establos que producían los caballos de las carreras. Nerón, sin embargo, los subvencionó para que crecieran más allá de su control. Cada equipo podría tener hasta tres carros en cada carrera. Los miembros de un mismo equipo a menudo colaboraban entre sí, por ejemplo, para forzar a los oponentes a estrellarse contra la spina (una táctica legal y fomentada). Los aurigas podían cambiar de equipo, al igual que hoy en día cuando diversos equipos se intercambian atletas.
Según Tertuliano (De spectaculis 9.5), originalmente había dos equipos o factiones, los Blancos (factio albata) y los Rojos (russata) consagrados al invierno y al verano, respectivamente. Posteriormente surgieron también los Azules (veneta) y los Verdes (prasina), representand el otoño y la primavera. A principios del siglo III, escribió que los Rojos estaban dedicados a Marte, los Blancos a los Anemoi, los Verdes a la Madre Tierra o a la primavera y los Azules al Cielo y al Mar o al otoño. Domiciano creó dos nuevas facciones, los Púrpuras y los Dorados, que desaparecieron poco después de su muerte. Para el siglo III, sólo los Azules y los Verdes tenían alguna importancia.
Había muchos otros circos extendidos por todo el Imperio romano, incluso había otro importante circo a las afueras de Roma, el Circo de Majencio. Existían circos importantes en Alejandría y en Antioquía, y Herodes el Grande construyó cuatro circos en Judea. En el siglo IV, Constantino I construyó un circo en su nueva capital, Constantinopla.

## Carrera de carros bizantina

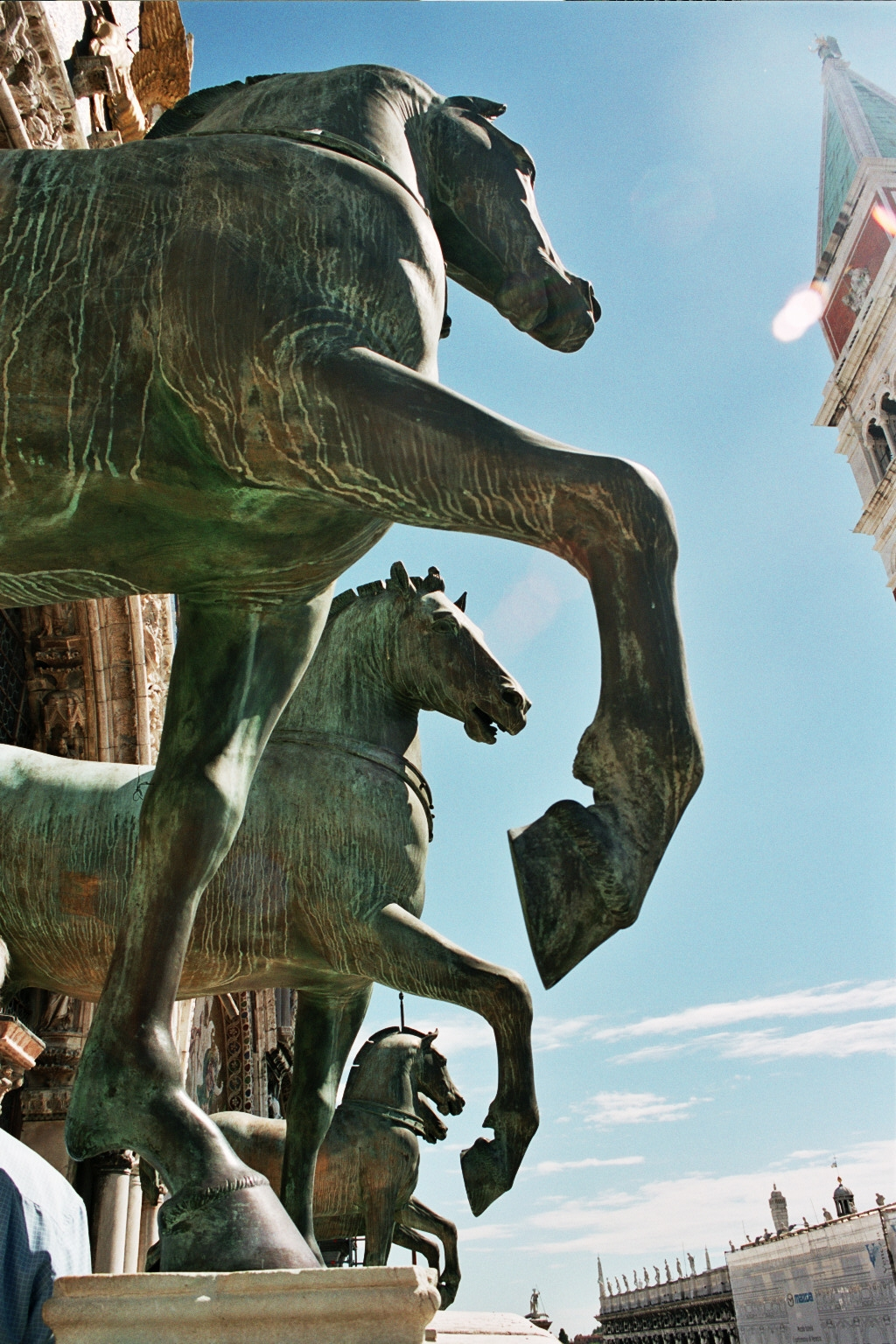
Escultura que representa a una cuadriga. Detalle de la Basílica de San Marcos, procedente del hipódromo de Constantinopla.

Como muchos otros aspectos del mundo romano, las carreras de carros continuaron en el Imperio bizantino, aunque los bizantinos no llevaban tantos registros y estadísticas como los romanos. Constantino las prefería a los combates de gladiadores, ya que los consideraba un vestigio del paganismo. En el 394 d. C., los Juegos Olímpicos fueron finalmente suprimidos debido a la devoción cristiana del emperador Teodosio I el Grande, en un intento por eliminar el paganismo y promover el cristianismo. Aun así, las carreras siguieron siendo bastante populares. El hipódromo de Constantinopla fue conectado con el palacio del emperador y con la iglesia de Santa Sofía, permitiendo a los espectadores ver al emperador, tal y como era la costumbre de Roma. 

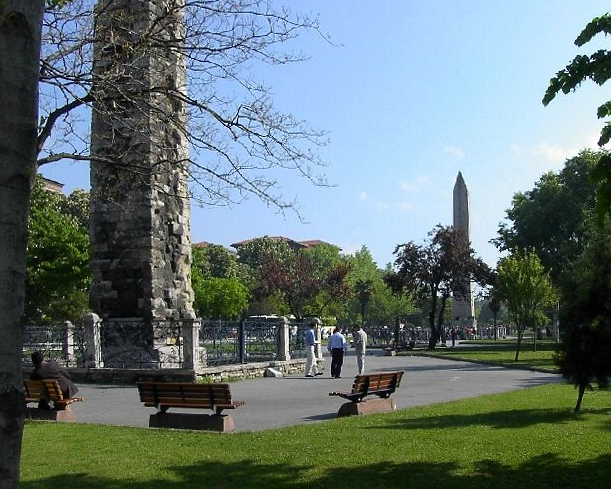
Obeliscos delimitando los extremos de la pista, en el hipódromo de Constantinopla.

No hay muchas evidencias de que en el Imperio romano. En las carreras de circuitos y de rallys son las carreras feroces y audaces ya que se necesita todo el control para hacer todo perfecto y no recibir ninguna sanción por chocar o llegar en los últimos puestos ya que hay muy pocos registros sobre las carreras nunca se pensó que estuviesen sometidas a sobornos u otras formas de engaño. Sin embargo, en el Imperio bizantino parece ser que sí los había; la reforma del código legal de Justiniano I prohibía a los aurigas decir insultos a sus oponentes, pero en ella no aparecía nada sobre amenazas o sobornos. Usar los colores de su equipo acabó siendo un importante aspecto de la ropa bizantina. En el Imperio bizantino también se conservaron los clubes de carreras romanos, aunque para ese momento ya sólo eran importantes los Azules y los Verdes. Uno de los aurigas más famosos fue Porfirio, que fue miembro tanto de los Azules como de los Verdes en varias ocasiones durante el siglo V. No obstante, ahora no eran simples equipos, sino que también ganaban influencia en lo concerniente a lo militar, la política y la teología; por ejemplo, los Verdes tendían al Monofisismo mientras que los Azules permanecían en la Ortodoxia. También se convirtieron en algo parecido a las actuales bandas callejeras, siendo responsables de robos y asesinatos. Aunque habían causado disturbios desde el reinado de Nerón, los disturbios abarcaron todo el siglo V y culminaron en el año 532, durante el reinado de Justiniano, en los llamados disturbios de Niká, que comenzó con el arresto y asesinato de algunos de sus miembros. Desde este incidente, la popularidad de las carreras de carros fue disminuyendo, pero en todo caso habían llegado a ser demasiado costosas para los equipos o incluso para los emperadores.
En el siglo IX, los Blancos se habían unido a los Azules, y los Rojos con los Verdes, y los dos grupos unidos se constituyeron en milicias municipales, incorporándose de este modo a la enorme jerarquía del Imperio bizantino.
El hipódromo de Constantinopla siguió siendo un santuario para los emperadores, hasta que en el 1204 fue saqueado durante la Cuarta Cruzada. Durante el saqueo, los cruzados se llevaron cuatro estatuas de bronce de la época de Constantino el Grande que representaban a una cuadriga. Actualmente, estas estatuas se conservan en la Basílica de San Marcos de Venecia.